# انتگرال: مؤسسه آموزش عالی خصوصی
انتگرال: مؤسسه آموزش عالی خصوصی (به انگلیسی: Intégrale: Private Institute of Higher Education) که به‌طور اختصار انتگرال نامیده می‌شود، یک مؤسسه خصوصی فرانسوی است که منحصراً از کلاس‌های مقدماتی گراند اکول تشکیل شده‌است، در سال ۱۹۸۵ تأسیس شد و دارای درجه بالایی است. پذیرش در گراند اکول بسیار سطح بالا مانند اچ ای سی پاریس، دانشکده بازرگانی ESSEC و ESCP اروپا می‌باشد.

## موقعیت
انتگرال دو کامپوس متفاوت دارد:
- خیابان روشه، منطقه ۸ پاریس
- خیابان اگلیس، کلمر (حومه پاریس

اکنون شعبه خیابان پل دومه (منطقه ۱۶ پاریس) بسته شده‌است.